# 集中開催
集中開催（しゅうちゅうかいさい）、集中的開催（しゅうちゅうてきかいさい）とは、本来は分散して開催されるべき行事・イベントを特定の時期・場所にまとめて行うこと。
日本のサッカー（フットサルを含む）ではセントラル方式という語が用いられることもあるが、これは和製英語である（場所に関する集中開催は、英語で「Centralized venues」と称する）。

## 概説
行事の開催地を特定の場所（一会場、或いは近接する複数の会場）に定め、その地で全ての日程を行う。短い日程で多くの行事を行うことが出来ることから、運営側・参加者にとっては移動の負担が減り、管理が容易になるという利点がある。

### スポーツ
スポーツイベントを特定期間内に終わらせる必要がある場合に多く採用される方式で、日本では大規模なスポーツイベントの多く（都道府県持ち回りの国民体育大会、阪神甲子園球場で開催される選抜高等学校野球大会・全国高等学校野球選手権大会、東大阪市花園ラグビー場で開催される全国高等学校ラグビーフットボール大会など）がこの方式で開催される。また、国際的なスポーツイベントの多く（近代オリンピックの多くの競技、世界陸上競技選手権大会など）が特定の都市で開催するなどこの方式を採用する一方で、FIFAワールドカップ・ラグビーワールドカップのように同一国内ながら複数の都市で分散して開催するものや、ワールド・ベースボール・クラシックのようにラウンドごとに会場を転戦するものもある。
また、様々な要因で短期間にイベントを終わらせる必要がある場合に用いられることがある。
- 2020年東京オリンピックにおいては、陸上競技のうち競歩とマラソンについては酷暑を避けるために主会場地区から離れた札幌市・大通公園で行うため、競歩3種目と男女マラソンを会期末の4日間で集中開催することになっている[3]。
- 新型コロナウイルス感染症 (COVID-19) による影響に伴い、多くの国で移動制限が生じるとともに中断期間が発生したため日程消化が遅れたことから、UEFAチャンピオンズリーグは決勝トーナメントの準々決勝以降をポルトガル・リスボンで[4]、AFCチャンピオンズリーグもグループステージ未消化分と決勝トーナメントをカタール・ドーハとアル＝ワクラで、それぞれ集中開催（かつ、決勝トーナメントは1回戦制へ変更）している[2]。

試合の開催に当たっては、どのチームの本拠地でもない場所で開催されることが多く、お互いの本拠地に移動して2回戦を戦うホーム・アンド・アウェーに比べてホームタウンディシジョンが生じにくいという点がある一方、開催場所の選定に当たってはそこまでの移動距離にチーム間の有利・不利が生じるという点がある。
- ドーハの悲劇で知られる1994 FIFAワールドカップアジア地区最終予選は、カタールでの集中開催となった、その位置から西アジアの参加国（サウジアラビア、イラク、イラン）に有利であって、東アジアの参加国（韓国、日本、北朝鮮）に不利であるとの批判が当時からあった。その結果、次回大会の1998 FIFAワールドカップ・アジア最終予選では東アジア勢がマレーシア開催、西アジア勢がバーレーン開催を主張し、双方とも折り合わずホーム・アンド・アウェー方式に変更されるという事例が起こっている。

日本フットサルリーグ（Fリーグ）では、参加チーム数が少ないため、日程確保の観点から、2013-14年度（この年のみ2シーズン制・年間4回総当たり）を除き、毎年3回総当たりとしており、創設当初の2007-08・2008-09年度は「ホーム&アウェー&セントラル」を各1回ずつこなすという体裁を取っていた。2009-10年度以後は、基本を「ホーム&アウェー+ホームorアウェー（対戦カードによりホーム2試合）」としながら、年数試合をセントラル開催節としている。なお2013-14年度は4回総当たりのため「ホーム&アウェー×2」を基本としながら、全体の1⁄3 = 12試合をセントラル節に、3回総当たりに戻した2014-15年度は6年ぶりに「完全ホーム&アウェー&セントラル1回ずつ」だった。その後2015-16年度から2016-17年度までは「ホーム&アウェー+ホームorアウェーorセントラル」としていたが、2017-18年度から、「ホーム&アウェー&セントラル（12チームが1か所で集中開催するパターン）or6チーム共同開催（6チームずつ×2会場での準セントラル開催）」というスタイルとしている。

### スポーツ以外
スポーツ以外では、いわゆる東北三大祭り（青森ねぶた祭・秋田竿燈まつり・仙台七夕まつり）を含めた東北の主要な夏祭りが毎年8月第一週に集中開催されているが、これは複数の祭りに来場してもらいやすくするための工夫ともいわれている。
逆に、複数の行事に参加できないように同一日に集中開催されるものもある。株主総会がその典型で、総会屋対策として3月末決算の企業の株主総会の多くが6月最終営業日の前営業日に行われる（いわゆる『株主総会集中日』）。